# Dylan Teuns
Dylan Teuns (* 1. März 1992 in Diest) ist ein belgischer Radrennfahrer.

## Sportliche Laufbahn
Als Juniorenfahrer gewann Teuns den Omloop Het Nieuwsblad in seiner Altersklasse. Im Erwachsenenbereich fuhr er 2014 beim BMC Development Team und zum Jahresende als Stagiaire beim UCI ProTeam BMC. In diesem Jahr stellten sich auch die ersten größeren Erfolge im U23- und Elitebereich ein: Er gewann die Nachwuchswertung der Tour de Bretagne Cycliste, bei der er auch Zweiter der Gesamtwertung wurde, eine Etappe des Giro della Valle d’Aosta, eine Etappe und die Nachwuchswertung der Tour of Utah sowie eine Etappe des UCI-Nationcup-Rennens Tour de l’Avenir. Außerdem wurde er jeweils Zweiter der U23-Ausgaben der Klassiker Omloop Het Nieuwsblad, Lüttich–Bastogne–Lüttich und Giro di Lombardia. Darauf erhielt er für das Folgejahr einen regulären Vertrag.
Sein internationaler Durchbruch gelang ihm im Jahr 2017. Er wurde im Bergaufsprint des UCI WorldTour-Rennens und Klassikers Flèche Wallonne Dritter eine Sekunde hinter dem Sieger Alejandro Valverde. Im Sommer gewann er zwei Abschnitte und die Gesamtwertung des Etappenrennen Tour de Wallonie. Anschließend gewann er mit der Polen-Rundfahrt 2017 sein erstes WorldTour-Rennen, nachdem er an der Schlussrampe der dritten Etappe Weltmeister Peter Sagan im Sprint schlug, auf der bergigen sechsten Etappe die Gesamtführung übernahm und auf der abschließenden Mittelgebirgsetappe mit zwei Sekunden Vorsprung vor Rafał Majka verteidigte. Ebenfalls 2017 gewann er das Arctic Race of Norway.
Bei der Tour de France 2019 gewann Teuns für sein neues Team Bahrain-Merida als letzter Verbliebener einer frühen Ausreißergruppe die Bergankunft der 6. Etappe auf der Planche des Belles Filles. Auf gleiche Weise gewann er bei der Tour de France 2021 die 8. Etappe, eine Bergankunft auf dem Grand-Bornand.
Mit der Flèche Wallonne 2022 gewann Teuns seinen ersten Klassiker. Am 5. August desselben Jahres wurde bekannt, dass sich Teuns und das Team Bahrain Victorius auf eine Vertragsauflösung geeinigt hatten und er ab sofort für Israel-Premier Tech startet. Nach zwei sieglosen Saisonen wechselte er zum französischen UCI WorldTeam Cofidis.

## Erfolge
2010
- Omloop Het Nieuwsblad (Junioren)

2014

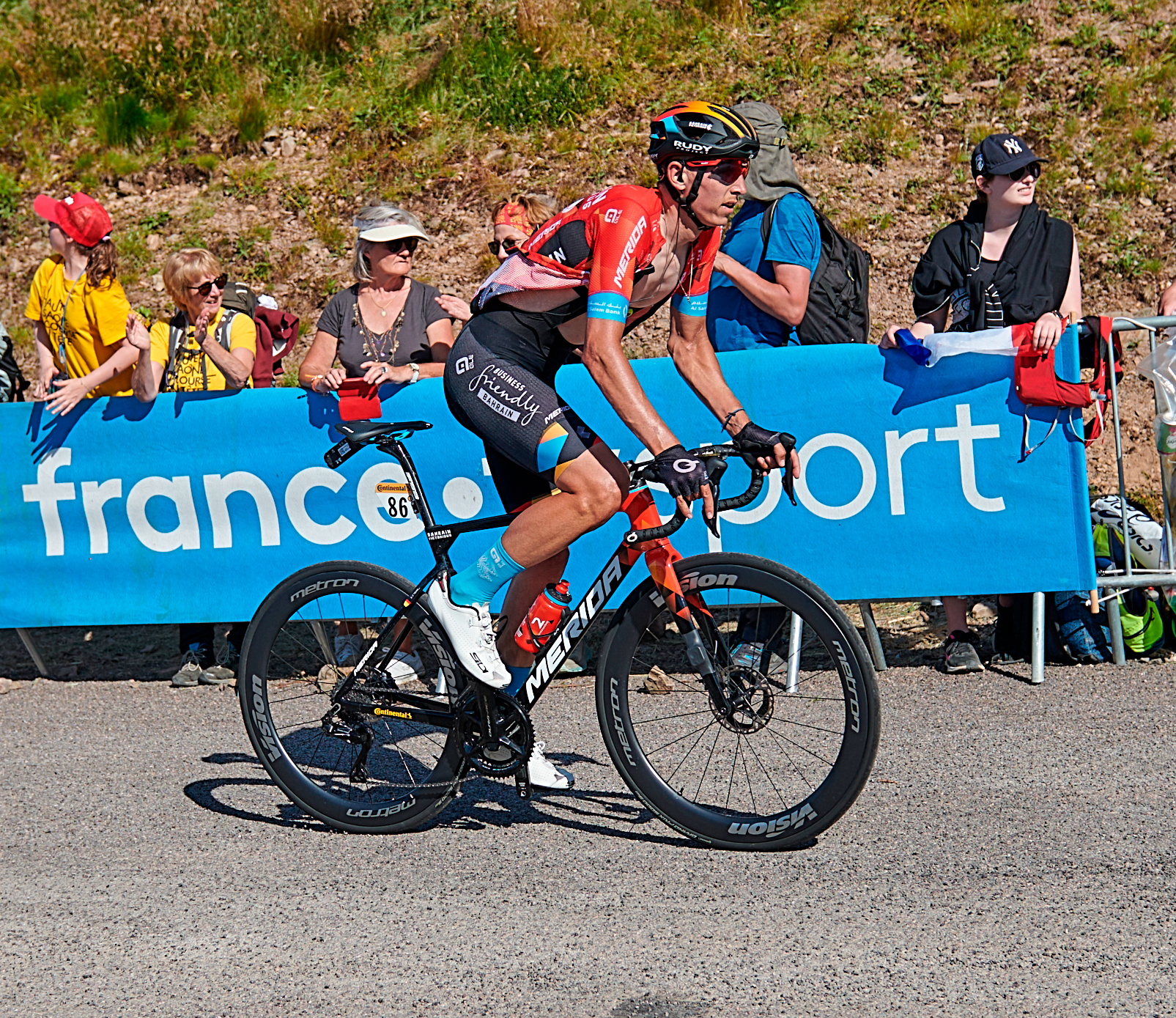
Dylan Teuns bei 7. Etappe der Tour de France 2022

- Nachwuchswertung Tour de Bretagne Cycliste
- eine Etappe Giro della Valle d’Aosta
- eine Etappe und Nachwuchswertung Tour of Utah
- eine Etappe Tour de l’Avenir

2015
- Mannschaftszeitfahren Critérium du Dauphiné

2017
- Gesamtwertung, zwei Etappen und Punktewertung Tour de Wallonie
- Gesamtwertung Polen-Rundfahrt
- Gesamtwertung, zwei Etappen, Punktewertung und Nachwuchswertung Arctic Race of Norway

2019
- eine Etappe Critérium du Dauphiné
- eine Etappe Tour de France

2020
- eine Etappe Andalusien-Rundfahrt

2021
- eine Etappe Tour de France

2022
- La Flèche Wallonne
- eine Etappe Tour de Romandie

## Grand-Tour-Platzierungen
| Grand Tour            | 2016 | 2017 | 2018 | 2019 | 2020 | 2021 | 2022 | 2023 | 2024 | 2025 |
| --------------------- | ---- | ---- | ---- | ---- | ---- | ---- | ---- | ---- | ---- | ---- |
| Giro d’ItaliaGiro     | –    | 75   | –    | –    | –    | –    | –    | –    | –    | –    |
| Tour de FranceTour    | –    | –    | –    | 44   | –    | 17   | 18   | 35   | –    | 90   |
| Vuelta a EspañaVuelta | 100  | –    | 33   | 12   | –    | –    | –    | –    | 74   |      |